# Ust-Kamtxatsk
Ust-Kamtxatsk (en rus: Усть-Камчатск) és un poble (un possiólok) del krai de Kamtxatka, a Rússia, que el 2021 tenia 3.548 habitants. És la seu administrativa del districte homònim.